# Siau
Siau, en indonésien Pulau Siau, est une île d'Indonésie située au nord-est de Célèbes. Administrativement, elle dépend du kabupaten des îles Siau Tagulandang Biaro, une division de la province de Sulawesi du Nord. L'île fait partie des îles Sangihe et se situe en mer de Célèbes, ses rivages orientaux baignant la mer des Moluques. Dans cette dernière mer et au sud-est de Siau se trouvent les îles proches Gunatin et Pahepa. D'une superficie de 125 km2, son point culminant est le Karangetang, un volcan de 1 827 mètres d'altitude. Sa population est de 38 820 habitants en 2005 dont une partie parle un dialecte du sangir.